# Odznaka pamiątkowa Akcji „Burza”
Odznaka pamiątkowa Akcji „Burza” – przyznawana żołnierzom Armii Krajowej za udział w akcji „Burza”.
Została ustanowiona 21 kwietnia 1994 w ramach środowiska kombatanckiego.
Autorem projektu był Mieczysław Filipczak, żołnierz AK Lwów.
Odznaka była znana w srodowiskach niezależnych od 1984, a później została przejęta przez Urząd do Spraw Kombatantów i Osób Represjonowanych.
Egzemplarze odznaki były wykonywane w Pracowni Grawerskiej PiK w Warszawie.
Odrębnym odznaczeniem jest Krzyż Pamiątkowy Akcji „Burza”.